# Przemysław Rosiak
Przemysław Rosiak (ur. 4 lipca 1986 w Elblągu) – polski piłkarz ręczny, lewy rozgrywający, od 2010 zawodnik MMTS-u Kwidzyn.
Wychowanek Truso Elbląg, następnie zawodnik SMS-u Gdańsk. W 2005 przeszedł do Vive Kielce. Występował jednak przede wszystkim w drugiej drużynie kieleckiego klubu. W sezonie 2006/2007 był najlepszym strzelcem Vive II Kielce w I lidze – w 20 meczach zdobył 110 bramek. W latach 2007–2009 przebywał na wypożyczeniu w Miedzi Legnica. W czerwcu 2009 został zawodnikiem Chrobrego Głogów, z którego odszedł w listopadzie tego samego roku. Sezon 2009/2010 dokończył w Miedzi Legnica. W 2010 przeszedł do MMTS-u Kwidzyn, z którym w sezonach 2010/2011 i 2012/2013 zajął 3. miejsce w Superlidze. W sezonie 2016/2017, w którym zdobył 22 bramki, otrzymał 21 dwuminutowych kar i 12 żółtych kartek, został wybrany najlepszym obrońcą Superligi.

## Sukcesy
Indywidualne
- Najlepszy obrońca Superligi w sezonie 2016/2017 (MMTS Kwidzyn)[6]